# Nokia Lumia 620
Nokia Lumia 620 — смартфон із серії Lumia, розроблений компанією Nokia, анонсований 5 грудня 2012 року на європейській інтернет-конференції LeWeb у Парижі. Апарат працює під управлінням Windows Phone 8 і є смартфоном початкового рівня.

## Характеристики смартфону

### Апаратне забезпечення
Смартфон працює на базі двоядерного процесора Snapdragon S4 Plus (MSM8227) від Qualcomm, що працює із тактовою частотою 1 ГГц (архітектура ARMv7), графічний процесор — Adreno 305. Оперативна пам'ять — 512 Мб і вбудована пам'ять — 8 Гб (слот розширення пам'яті microSD до 64 Гб). Апарат оснащений 3,8-дюймовим (96,52 мм відповідно) екраном із розширенням 480 x 800 пікселів, тобто із щільністю пікселів 246 (ppi), що виконаний за технологією TFT. В апарат вбудовано 5-мегапіксельну основну камеру, що може знімати HD-відео (720p) із частотою 30 кадрів на секунду, і фронтальною 0,3-мегапіксельною камерою (VGA). Дані передаються бездротовими модулями Wi-Fi (802.11a/b/g/n), Bluetooth 3.0 і NFC. Вбудована антена стандарту GPS + GLONASS. Весь апарат працює від Li-ion акумулятора ємністю 1300 мА·г, що може пропрацювати у режимі очікування 330 годин (13.8 дня), у режимі розмови — 14.6 години, і важить 127 грам.

### Програмне забезпечення
Смартфон Nokia Lumia 620 постачається із встановленою операційною системою Windows Phone 8 від Microsoft.

## Критика
Ресурс PhoneArena поставив апарату 8 із 10 балів, сказавши, що «Lumia 620 є надзвичайни зусиллям Nokia за останній час». До плюсів зараховано екран («великий і яскравий»), продуктивність («потужна і плавна»), додатки Nokia, вбудоований Office, до мінусів — кругловидний корпус, батарея («час роботи міг бути кращим»).
TechRadar поставив 4/5, сказавши, що «Nokia Lumia 620 є чудовим малим смартфоном». Сподобались ціна, технічні характеристики («солідні»), слот розширення пам'яті, додатки Nokia («корисні»), не сподобались — батарея («час роботи середній»), клавіатура («вузька»), повільний брузер, малий екран.
CNET UK поставив оцінку 4,5/5, сказавши, що «Lumia 620 надає багато із найкращих характеристик флагманських телефонів Nokia, проте за значно нижчою ціною». Плюсами смартфону названо доступність, змінні корпуси, достатньо потужності для щоденної роботи, екран («яскравий і чіткий»), додатки Nokia («зручні»), батарея(«гідний час роботи») мінусами — вибір додатків Windows Phone 8 обмежений.

### Відео
- Огляд Nokia Lumia 620 [Архівовано 23 березня 2013 у Wayback Machine.] від PhoneArena (англ.)
- Огляд Nokia Lumia 620 [Архівовано 14 березня 2013 у Wayback Machine.] від Engadget (англ.)

### Огляди
- Віктор Г. Огляд Nokia Lumia 620 [Архівовано 27 квітня 2013 у Wayback Machine.] на сайті PhoneArena (англ.)
- Мет Сміт. Огляд Nokia Lumia 620 [Архівовано 11 квітня 2013 у Wayback Machine.] на сайті Engadget (англ.)
- Джеймс Роджерсон. Огляд Nokia Lumia 620 [Архівовано 11 серпня 2017 у Wayback Machine.] на сайті TechRadar (англ.)
- Ендрю Гойл. Огляд Nokia Lumia 620 [Архівовано 11 квітня 2013 у Wayback Machine.] на сайті CNET UK (англ.)